# Neanaperiallus
Neanaperiallus (лат.) — ископаемый род перепончатокрылых насекомых семейства Leptoomidae (ранее в Eupelmidae) из надсемейства Chalcidoidea. Эоцен. Балтийский янтарь (около 40 млн лет).

## Описание
Мелкие перепончатокрылые насекомые, длина тела около 3 мм, включая яйцеклад. Усики 13-члениковые. Голова и мезосома коричневые. Голова с внутренними краями глаз, очевидно, не расходящимися вентрально или, по крайней мере, не заметно расходящимися (не видно у N. janzeni и прямой фронтальный вид невозможен у N. defunctus); наличник вогнут, а лабрум перпендикулярен наличнику (то есть не виден при прямом фронтальном виде наличника); затылочный киль ∩-образный. Мандибула не видна у N. janzeni, но, по-видимому, трехзубчатая у N. defunctus. Антенна с нижним краем торула на одной линии с нижним краем глаз или слегка вентральнее его; 13-сегментная (1:1:8:3) с 8 слабо поперечными или слегка удлиненными члениками жгутика; булава удлиненно-яйцевидная, более чем вдвое длиннее ширины. Мезоскутеллярно-аксиллярный комплекс с аксиллами от равносторонних до несколько удлиненно-треугольных, внутренние углы которых слегка разделены, мезоскутеллум усечен базально, когда мезонотум не согнут; мезоскутеллум со скульптурой по апикальному краю выровнен, дифференцирован тонким килем, отделяющим луновидную, нисходящую область апикально. Метанотум с дорселлумом в виде косой полосы, выступающей над вершиной мезоскутеллума, но эти два склерита разделены узкой щелью. Препектус плоский. Акроплеврон расширена кзади от метаплеврона и задневентрально до дорсолатерального уровня среднего тазика, с впадинной акроплевральной бороздкой, направленной косо к заднедорсальному углу препектуса на большей части длины или только примерно на передней трети, но отличающей акроплеврон от сравнительно крупной мезепистернальной области вентрально от акроплеврального шва. Диск переднего крыла с голой полосой за базальной складкой, отделенной от парастигмы областью волосков, парастигма не отделена от краевой жилки гиалиновым перерывом, хотя, по-видимому, несколько менее пигментирована дистально. Передние голени, по-видимому, без дорсальных спикул, но с дорсоапикальными спикулами; средние голени с шипиками в апикальной части. Биология неизвестна, но строение яйцеклада говорит о возможном паразитировании на насекомых, обитающих открыто или около поверхности.

## Этимология
Родовое название Neanaperiallus было придумано Гэри Гибсоном в виде комбинации древнегреческих слов: «periallos», означающего «перед всеми другими», и «neana» (из подсемейства Neanastatinae, говоря о возможном родстве Neanaperiallus к другим родам из Neanastatinae).
- † Neanaperiallus defunctus Fusu, 2023 — балтийский янтарь
- † Neanaperiallus masneri Gibson, 2009 — балтийский янтарь